# Columbofilia nos Jogos Olímpicos de Verão de 1900
A columbofilia nos Jogos Olímpicos de Verão de 1900, em Paris, foi uma das modalidades esportivas incluídas no programa destes Jogos Olímpicos. Posteriormente o Comitê Olímpico Internacional considerou que cada evento dos Jogos Olímpicos de 1900 seria oficial ou não-oficial, sendo a columbofilia considerado não-oficial, não contando, assim, para o quadro de medalhas.
Por isso, pouca ou quase nenhuma informação foi registrada a respeito dos resultados desta competição.